# William Henry Leffingwell
Pour les articles homonymes, voir Leffingwell.
William Henry Leffingwell est un théoricien américain du management, qui a appliqué le taylorisme à l'organisation des bureaux, à savoir du secteur tertiaire. 
Il dirige une compagnie d'ingénieurs organisateurs spécialisés et fonde la National Office Management Association, qu'il préside de 1930 à 1932. Leffingwell est aussi membre de l'Aamerican Management Association of Mechanical Engineers et président de la Taylor Society.
Préoccupé par l'hygiène dans les bureaux, son rapport de 1917 s'appuie sur une étude de l'organisation de la Curtis Publishing Company (en), l'une des principales firmes d'édition américaines de l'époque et l'une des premières au monde à avoir appliqué le taylorisme au bureau. Leffingwell s'inspire aussi de recherches sur des entreprises de vente par correspondance (la Chicago Ferrotype et la Montgomery Ward Company), également pionnières dans l'implémentation de l'organisation scientifique du travail. Il écrit aussi dans la revue System, préconisant des manières d'accélérer les cadences des dactylographes, notamment par la création de bureaux entiers uniquement composés de dactylographes, assujettis à une discipline sévère, proche de celle aujourd'hui utilisée dans les centres d'appel.